# Baské
Baské este o arie protejată (arie specială de conservare — SAC, sit de importanță comunitară — SCI) din Slovacia întinsă pe o suprafață de 4.032,55 ha, integral pe uscat.

## Localizare
Centrul sitului Baské este situat la coordonatele 48°52′37″N 18°16′35″E / 48.876944°N 18.276389°E.

## Înființare
Situl Baské a fost declarat sit de importanță comunitară în aprilie 2004 pentru a proteja 1 specie de plante și 13 specii de animale. Situl a fost protejat și ca arie specială de conservare în martie 2004.

## Biodiversitate
Situată în ecoregiunea alpină, aria protejată conține 16 habitate naturale: Formațiuni de Juniperus communis pe lande sau pajiști calcaroase, Pajiști panonice carstice (Stipo-Festucetalia pallentis), Păduri de fag Asperulo-Fagetum, Păduri pe pante, grohotișuri și ravene de Tilio-Acerion, Păduri panonice-balcanice de stejar turcesc - stejar sesil, Pajiști uscate seminaturale și facies de acoperire cu tufișuri pe substraturi calcaroase (Festuco-Brometalia) (* situri importante pentru orhidee), Fânețe de joasă altitudine (Alopecurus pratensis, Sanguisorba officinalis), Pajiști carstice calcaroase sau bazofile, de Alysso-Sedion albi, Grohotișuri medio-europene calcaroase, de la nivel colinar și montan, Peșteri inaccesibile publicului, Pante stâncoase calcaroase cu vegetație casmofită, Mlaștini alcaline, Izvoare petrifiante cu formare de travertin (Cratoneurion), Păduri panonice cu Quercus pubescens, Păduri de fag din Europa Centrală dezvoltate pe sol calcaros cu Cephalanthero-Fagion, Pajiști stepice subpanonice.
La baza desemnării sitului se află mai multe specii protejate:
- plante (1): Pulsatilla subslavica
- amfibieni (1): izvoraș-cu-burta-galbenă (Bombina variegata)
- mamifere (7): liliac cârn (Barbastella barbastellus), râs eurasiatic (Lynx lynx), liliac cu urechi mari (Myotis bechsteinii), liliac comun (Myotis myotis), liliacul mare cu potcoavă (Rhinolophus ferrumequinum), liliacul mic cu potcoavă (Rhinolophus hipposideros), urs brun (Ursus arctos)
- nevertebrate (5): Austropotamobius torrentium, Euplagia quadripunctaria, rădașcă (Lucanus cervus), Rosalia alpina, Vertigo moulinsiana

Pe lângă speciile protejate, pe teritoriul sitului au mai fost identificate 2 specii de plante, 5 specii de mamifere, 2 specii de nevertebrate, 4 specii de reptile.